# Glisy
Glisy est une commune française située dans le département de la Somme, en région Hauts-de-France.

## Géographie

### Localisation
Séparée d'Amiens par Camon, Longueau et Cagny, Glisy n'est éloignée de l'agglomération amiénoise que de quelques kilomètres. Le viaduc Jules-Verne passe à l'ouest du territoire communal et la route départementale d'Amiens à Péronne traverse la commune. À l'est, les bois de Trouville et de l'Abbé matérialisent les limites de la collectivité.

### Hydrographie

#### Réseau hydrographique
La commune est située dans le bassin Artois-Picardie. Elle est drainée par la Somme canalisée, la Cité du Château et un autre petit cours d'eau.
Le canal de la Somme, construit entre 1770 et 1827, et mis au gabarit Freycinet en 1880, est long 170 km. Il débute à Saint-Simon où il touche au canal de Saint-Quentin et débouche dans la baie de Somme.

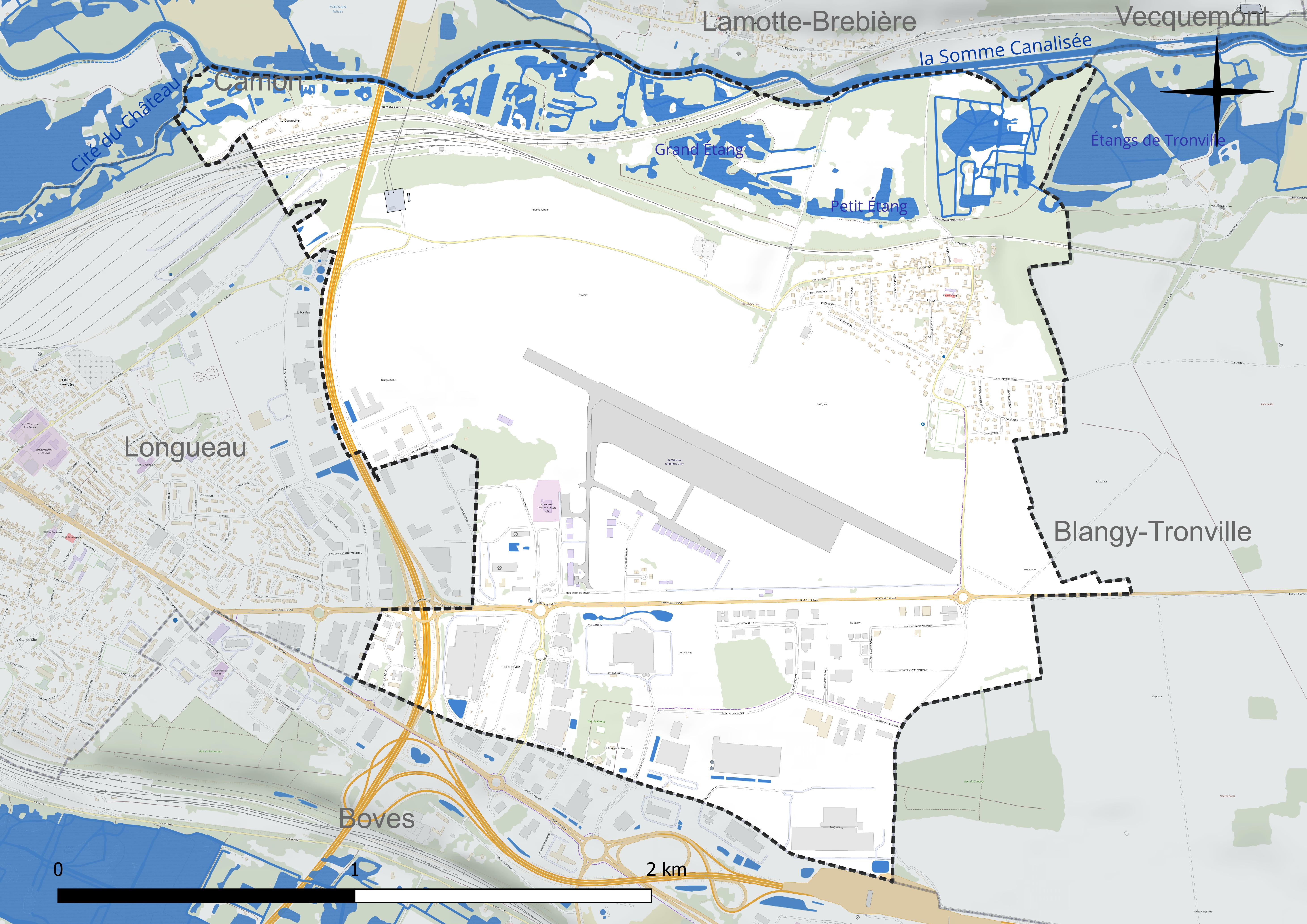
Réseau hydrographique de Glisy.

Deux plans d'eau complètent le réseau hydrographique : le Grand étang (4,4 ha) et le Petit étang (2,1 ha),.

#### Gestion et qualité des eaux
Le territoire communal est couvert par le schéma d'aménagement et de gestion des eaux (SAGE) « Somme aval et Cours d'eau côtiers ». Ce document de planification concerne un territoire de 1 835 km2 de superficie, délimité par le bassin versant de la Somme canalisée. Le périmètre a été arrêté le 29 avril 2010 et le SAGE proprement dit a été approuvé le 6 août 2019. La structure porteuse de l'élaboration et de la mise en œuvre est le syndicat mixte d'aménagement hydraulique du bassin versant de la Somme (AMEVA).
La qualité des cours d'eau peut être consultée sur un site dédié géré par les agences de l'eau et l'Agence française pour la biodiversité.

### Climat
Pour des articles plus généraux, voir Climat des Hauts-de-France et Climat de la Somme.
En 2010, le climat de la commune est de type climat océanique dégradé des plaines du Centre et du Nord, selon une étude du CNRS s'appuyant sur une série de données couvrant la période 1971-2000. En 2020, Météo-France publie une typologie des climats de la France métropolitaine dans laquelle la commune est exposée à un climat océanique et est dans la région climatique Nord-est du bassin Parisien, caractérisée par un ensoleillement médiocre, une pluviométrie moyenne régulièrement répartie au cours de l'année et un hiver froid (3 °C).
Pour la période 1971-2000, la température annuelle moyenne est de 10,5 °C, avec une amplitude thermique annuelle de 14 °C. Le cumul annuel moyen de précipitations est de 683 mm, avec 11,3 jours de précipitations en janvier et 8,6 jours en juillet. Pour la période 1991-2020, la température moyenne annuelle observée sur la station météorologique installée sur la commune est de 11,1 °C et le cumul annuel moyen de précipitations est de 646,6 mm,. Pour l'avenir, les paramètres climatiques de la commune estimés pour 2050 selon différents scénarios d'émission de gaz à effet de serre sont consultables sur un site dédié publié par Météo-France en novembre 2022.
| Mois                                  | jan.           | fév.             | mars          | avril         | mai             | juin           | jui.           | août           | sep.           | oct.            | nov.            | déc.             | année      |
| ------------------------------------- | -------------- | ---------------- | ------------- | ------------- | --------------- | -------------- | -------------- | -------------- | -------------- | --------------- | --------------- | ---------------- | ---------- |
| Température minimale moyenne (°C)     | 1,6            | 1,6              | 3,4           | 5,1           | 8,4             | 11,4           | 13,4           | 13,3           | 10,7           | 8               | 4,7             | 2,2              | 7          |
| Température moyenne (°C)              | 4,2            | 4,7              | 7,5           | 10,1          | 13,5            | 16,5           | 18,7           | 18,7           | 15,6           | 11,8            | 7,6             | 4,7              | 11,1       |
| Température maximale moyenne (°C)     | 6,7            | 7,8              | 11,5          | 15,2          | 18,5            | 21,6           | 23,9           | 24             | 20,5           | 15,6            | 10,5            | 7,1              | 15,2       |
| Record de froid (°C) date du record   | −14,6 10.01.09 | −12,7 07.02.1991 | −10 04.03.05  | −3,9 08.04.03 | −1,2 07.05.1997 | 0,1 05.06.1991 | 4,5 04.07.1990 | 5,2 08.08.1990 | 1,1 27.09.1990 | −5,4 30.10.1997 | −9,5 24.11.1998 | −13,5 29.12.1996 | −14,6 2009 |
| Record de chaleur (°C) date du record | 15,8 09.01.15  | 19,4 24.02.1990  | 24,1 31.03.21 | 26,7 19.04.18 | 31,5 27.05.05   | 36 27.06.11    | 41,7 25.07.19  | 38,1 10.08.03  | 34,2 15.09.20  | 28 10.10.23     | 20,7 07.11.15   | 17,1 07.12.00    | 41,7 2019  |
| Ensoleillement (h)                    | 637            | 865              | 1 469         | 2 063         | 2 027           | 2 203          | 224            | 1 881          | 168            | 1 169           | 711             | 665              | 17 609     |
| Précipitations (mm)                   | 48,8           | 45               | 45,3          | 39,4          | 55,9            | 54,6           | 58,9           | 59,9           | 48,4           | 57,7            | 60,4            | 72,3             | 646,6      |

## Urbanisme

### Typologie
Au 1er janvier 2024, Glisy est catégorisée commune rurale à habitat dispersé, selon la nouvelle grille communale de densité à sept niveaux définie par l'Insee en 2022.
Elle est située hors unité urbaine. Par ailleurs la commune fait partie de l'aire d'attraction d'Amiens, dont elle est une commune de la couronne,. Cette aire, qui regroupe 369 communes, est catégorisée dans les aires de 200 000 à moins de 700 000 habitants,.

### Occupation des sols
L'occupation des sols de la commune, telle qu'elle ressort de la base de données européenne d'occupation biophysique des sols Corine Land Cover (CLC), est marquée par l'importance des territoires artificialisés (48,2 % en 2018), en augmentation par rapport à 1990 (23,1 %). La répartition détaillée en 2018 est la suivante : 
zones industrielles ou commerciales et réseaux de communication (41,3 %), terres arables (31,1 %), zones humides intérieures (20,6 %), zones urbanisées (6,8 %), eaux continentales (0,2 %). L'évolution de l'occupation des sols de la commune et de ses infrastructures peut être observée sur les différentes représentations cartographiques du territoire : la carte de Cassini (XVIIIe siècle), la carte d'état-major (1820-1866) et les cartes ou photos aériennes de l'IGN pour la période actuelle (1950 à aujourd'hui).

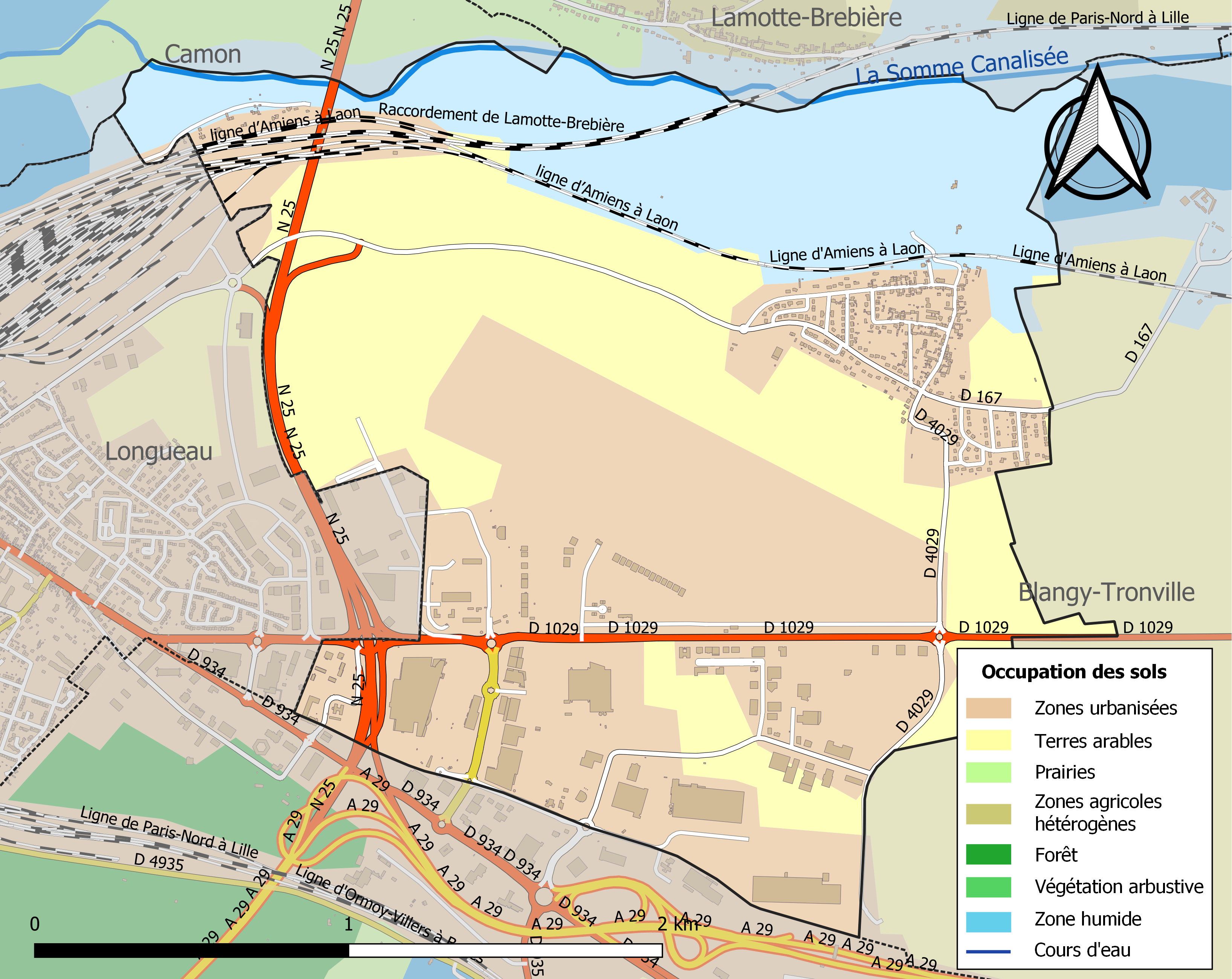
Carte des infrastructures et de l'occupation des sols de la commune en 2018 (CLC).

## Toponymie
Le nom de la localité est attesté sous les formes Glissy en 1105 (Fondat. de l'abbaye de St.-Fuscien. Gallia Christiana) ; Glisy en 1145. (Sanson, arch. de Reims. Cartulaire de Saint-Acheul) ; Glisi en 1147. (Thierry, évêque d'Amiens) ; Glisiacum en 1218. (Everard, évêque d'Amiens. Cart. de Fouilloy) ; Glysys en  1579 (Ortelius.) ; Glissi en 1648. (Pouillé) ; Glizy en 1753. (Doisy).
Albert Dauzat qui ne connaît pas de forme ancienne, identifie correctement un toponyme en -(i)acum, suffixe d'origine gauloise de localisation, puis de propriété. Selon lui, le premier élément Glis- représenterait l'anthroponyme latin Glitius. L'aspect originel du toponyme serait *Glitiacum au sens global de « propriété de Glitius ». Ernest Nègre, qui ne cite pas de forme ancienne non plus, contrairement à son habitude, reprend presque mot pour mot l'explication de Dauzat, en précisant que le nom de personne est roman. Xavier Delamarre leur emboîte le pas, mais considère que le nom de personne est celtique (gaulois) et le cite sous la forme Glitios.
Remarque : la forme Glysys du XVIe siècle sur laquelle s'est fondé un instituteur du XIXe siècle pour formuler une hypothèse, est isolée et sa graphie fantaisiste.

## Histoire

### Protohistoire
Des enclos protohistoriques ont été mis au jour sur le territoire de la commune. Des silos, des vestiges d'habitats et de sépultures, des poteries datant du premier âge du fer (Civilisation de Hallstatt) ont été retrouvés.

### Antiquité
Des vestiges de villa gallo-romaine ont été mis au jour.

### Moyen Âge
Des pièces mérovingiennes ont été découvertes dans les tourbières ; elles sont déposées au musée de Picardie à Amiens.
Un château commandait la Somme. Il était tenu par la branche des Louvel de Glisy dont les armoiries se blasonnaient ainsi : « d'argent à la bande fuselée de gueules de cinq pièces : trois losanges entières et deux demies ;

### Époque moderne
En 1636, les Espagnols brûlent Glisy.
Les terres du marquis de Caussam, seigneur du lieu émigré, sont vendues le 4 nivôse an II.

### Époque contemporaine

#### Première Guerre mondiale
Sept soldats étrangers, australiens ou britanniques, sont enterrés dans le cimetière communal. Ils sont morts en avril ou mai 1918 à la bataille de Villers-Bretonneux.

#### Seconde Guerre mondiale
L'aérodrome servit de base aérienne aux Allemands durant la Seconde Guerre mondiale.
Le monument aux morts évoque deux déportés politiques et un déporté du travail comme « victimes de la barbarie nazie ».

## Politique et administration

### Liste des maires
| Période                                  | Période            | Identité                | Étiquette | Qualité                                                                                                 |
| ---------------------------------------- | ------------------ | ----------------------- | --------- | --- |
| Les données manquantes sont à compléter. |                    |                         |           | |
| 1792                                     | juillet 1794       | Nicolas Corbillon       |           | |
| août 1794                                | août 1795          | Pierre Saguier          |           | |
| janvier 1796                             | mars 1799          | Antoine Corbillon       |           | |
| juin 1799                                | juin 1800          | François Bauduin        |           | |
| juin 1800                                | août 1801          | Antoine Corbillon       |           | Laboureur.                                                                                              |
| septembre 1801                           | mai 1809           | François Bauduin        |           | Cultivateur.                                                                                            |
| mai 1809                                 | août 1815          | François Hennebert      |           | |
| août 1815                                | mai 1816           | Honoré Corbillon        |           | |
| octobre 1816                             | mai 1821           | Pierre Saguier          |           | Tailleur.                                                                                               |
| mai 1821                                 | janvier 1826       | Pierre Léger Dubois     |           | Démissionnaire                                                                                          |
| janvier 1826                             | octobre 1831       | Nicolas Deflocques      |           | Arpenteur.                                                                                              |
| octobre 1831                             | 1835               | Frédéric Bellenger      |           | Garde canal.                                                                                            |
| 1835                                     | septembre 1843     | Jean François Hennebert |           | |
| septembre 1843                           | août 1848          | Alexandre Boullé        |           | Charpentier.                                                                                            |
| août 1848                                | 1852               | Frédéric Déruy          |           | |
| 1852                                     | juillet 1865       | Isidore Cresson         |           | Cultivateur.                                                                                            |
| juillet 1865                             | 1880               | Alfred Dècle            |           | Déjà maire en 1865. Démissionnaire                                                                      |
| avril 1880                               | 1881               | Lucien Guérin           |           | |
| janvier 1881                             | mai 1884           | Clément Léger           |           | Cultivateur.                                                                                            |
| mai 1884                                 | octobre 1910       | Lucien Guérin           |           | |
| novembre 1910                            | [1919]             | Emmanuel Poiré          |           | Cultivateur.                                                                                            |
| décembre 1919                            | août 1920          | Virgile Leroy           |           | Cultivateur et entrepreneur de battage.                                                                 |
| novembre 1920                            | mai 1926           | Émile Léger             |           | |
| juin 1926                                | mai 1929           | Ovide Poiré             |           | Cultivateur.                                                                                            |
| mai 1929                                 | après janvier 1945 | Théodore Sueur          |           | Instituteur retraité.                                                                                   |
| mai 1945                                 | mars 1959          | Gaston Thuillier        |           | employé SNCF                                                                                            |
| mars 1959                                | mars 1977          | Robert Durlicq          |           | employé SNCF                                                                                            |
| mars 1977                                | mars 2008          | Jean Dheilly            |           | Infirmier de secteur psychiatrique                                                                      |
| mars 2008                                | 2014               | Jean Noyelle            | NC        | |
| mars 2014                                | En cours           | Guy Penaud              |           | Vice-président de la CA Amiens Métropole (2020 → ) Secrétaire de mairie Réélu pour le mandat 2020-2026, |

### Distinctions et labels
Au classement du concours des villes et villages fleuris, trois fleurs récompensent les efforts locaux en faveur de l'environnement,.

## Population et société

### Démographie
L'évolution du nombre d'habitants est connue à travers les recensements de la population effectués dans la commune depuis 1793. Pour les communes de moins de 10 000 habitants, une enquête de recensement portant sur toute la population est réalisée tous les cinq ans, les populations de référence des années intermédiaires étant quant à elles estimées par interpolation ou extrapolation. Pour la commune, le premier recensement exhaustif entrant dans le cadre du nouveau dispositif a été réalisé en 2004.

En 2022, la commune comptait 851 habitants, en évolution de +19,19 % par rapport à 2016 (Somme : −1,26 %, France hors Mayotte : +2,11 %).
| 1793 | 1800 | 1806 | 1821 | 1831 | 1836 | 1841 | 1846 | 1851 |
| ---- | ---- | ---- | ---- | ---- | ---- | ---- | ---- | ---- |
| 252  | 201  | 280  | 307  | 346  | 336  | 350  | 359  | 355  |

| 1856 | 1861 | 1866 | 1872 | 1876 | 1881 | 1886 | 1891 | 1896 |
| ---- | ---- | ---- | ---- | ---- | ---- | ---- | ---- | ---- |
| 364  | 390  | 373  | 331  | 318  | 279  | 270  | 257  | 241  |

| 1901 | 1906 | 1911 | 1921 | 1926 | 1931 | 1936 | 1946 | 1954 |
| ---- | ---- | ---- | ---- | ---- | ---- | ---- | ---- | ---- |
| 241  | 229  | 217  | 246  | 293  | 288  | 298  | 241  | 308  |

| 1962 | 1968 | 1975 | 1982 | 1990 | 1999 | 2004 | 2006 | 2009 |
| ---- | ---- | ---- | ---- | ---- | ---- | ---- | ---- | ---- |
| 355  | 370  | 451  | 532  | 499  | 483  | 543  | 561  | 569  |

| 2014 | 2019 | 2022 | - | - | - | - | - | - |
| ---- | ---- | ---- | - | - | - | - | - | - |
| 684  | 826  | 851  | - | - | - | - | - | - |

### Enseignement
Pour l'année scolaire 2016-2017, l'école fait partie d'un regroupement pédagogique intercommunal (RPI) avec celle de Blangy-Tronville depuis 1994 et comporte quatre classes.
La garderie et la restauration scolaire sont installées sur la commune.

### Cultes
- Pour le culte catholique, Glisy fait partie de la paroisse Saint-Domice.

## Économie
Sur le territoire de la commune, se trouve l'aérodrome d'Amiens. Celui-ci est géré par la chambre de commerce et d'industrie d'Amiens.

## Culture locale et patrimoine

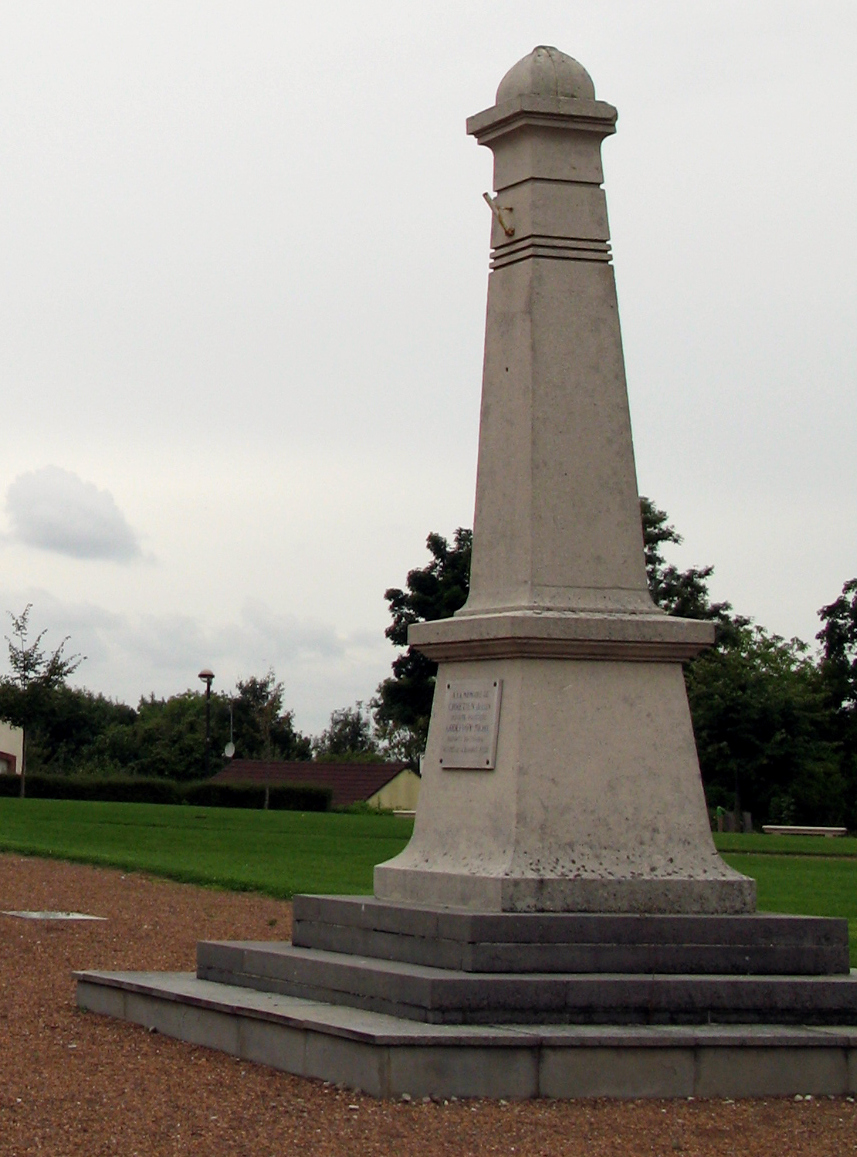
Le monument aux morts.

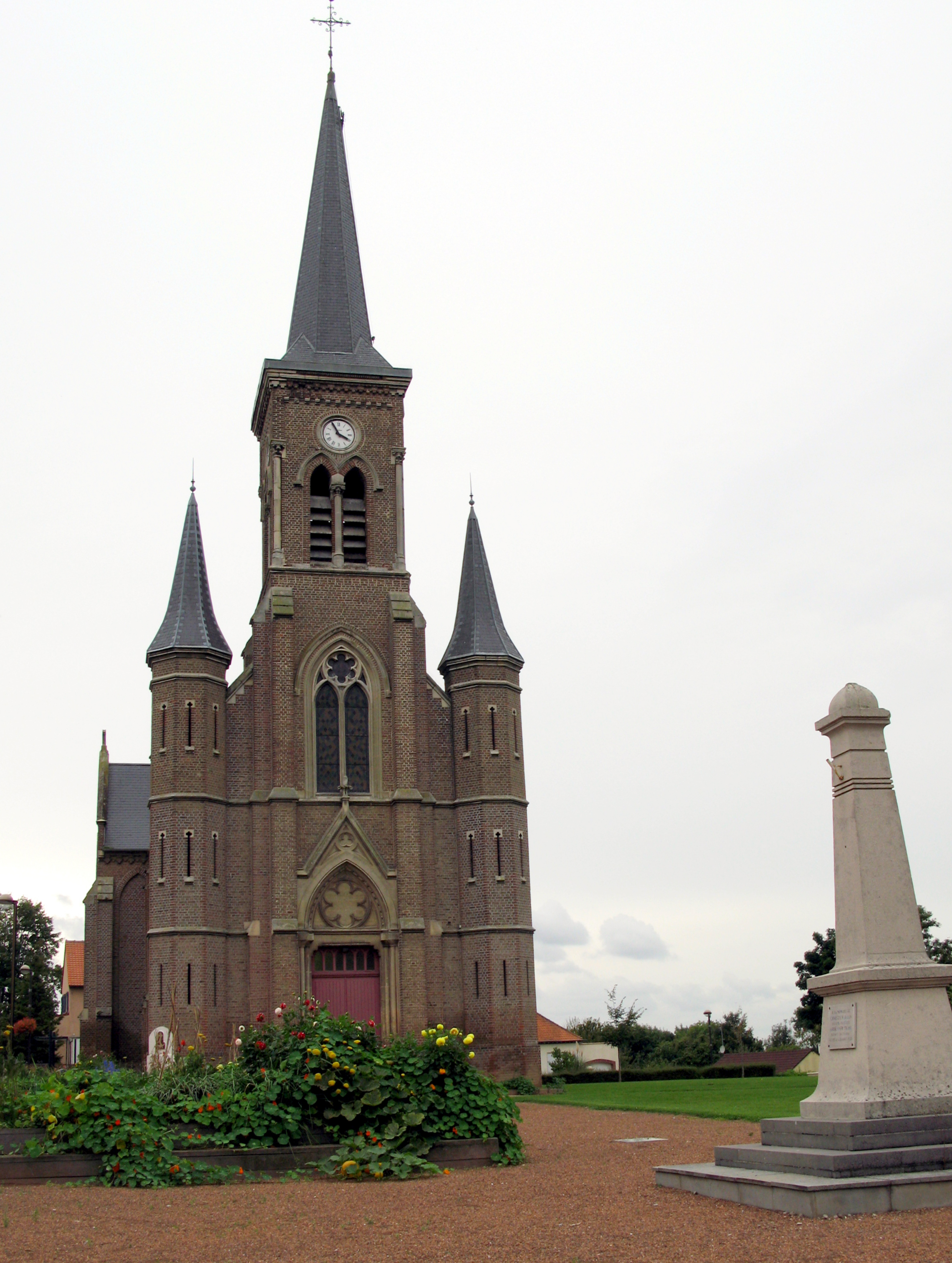
Façade de l'église.

### Lieux et monuments

#### Église Saint-Léger
Edifice tout en brique construit dans la seconde moitié du XIXe siècle.

#### Monument aux morts
Le monument aux morts de Glisy a la forme d'obélisque gravé d'une Croix de guerre, inauguré en 1930.

### Héraldique
| Blason de Glisy | Blason  | D'argent à la bande fuselée de gueules de cinq pièces, accompagnée d'une aigle du même au canton senestre du chef. |
| Blason de Glisy | Détails | Le statut officiel du blason reste à déterminer.                                                                   |